# Equació de Gibbs-Duhem
L'equació de Gibbs-Duhem és una equació termodinàmica que relaciona entre si els potencials químics d'un sistema de diversos components. Pren la forma matemàtica:
on {\displaystyle n_{i}\,} és el nombre de mols del component {\displaystyle i\,}; {\displaystyle \mathrm {d} \mu _{i}\,} és la variació del potencial químic del component; {\displaystyle S\,} és la entropia; {\displaystyle T\,} és la temperatura absoluta del sistema; {\displaystyle V\,} és el seu volum i {\displaystyle p\,} la seva pressió. Si la temperatura i la pressió són constants l'expressió es redueix a:
I en el cas de només dos components a:
Aquesta darrera equació relaciona entre si els potencials químics d'un sistema de dos components, demostrant que només un d'ells pot variar independentment.
L'equació de Gibbs-Duhem ha tingut moltes aplicacions, especialment en relació amb l'estudi dels equilibris líquid-vapor, com ara els implicats en la destil·lació. Fou deduïda per primer cop pel científic nord-americà Josiah Willard Gibbs el 1875 i, posteriorment i de forma independent pel francès Pierre Duhem el 1886.